# كريس برايت
كريس برايت (بالإنجليزية: Kris Bright)‏، من مواليد 5 سبتمبر 1986، لاعب كرة قدم نيوزلندي.
يلعب مع نادي بانسيرياكوس اليوناني.
بدأ باللعب مع منتخب نيوزلندا لكرة القدم في عام 2008.

## روابط خارجية
- كريس برايت على موقع الاتحاد الدولي (مؤرشف)  (الإنجليزية)
- كريس برايت على موقع قاعدة بيانات كرة القدم.إي يو (الإنجليزية)
- كريس برايت على موقع ناشيونال فوتبول تيمز (الإنجليزية)
- كريس برايت على موقع Soccerbase.com (لاعب) (الإنجليزية)
- كريس برايت على موقع Soccerway.com (الإنجليزية)
- كريس برايت على موقع عالم كرة القدم.نت (الإنجليزية)
- كريس برايت على موقع كووورة